# Argyrogrammana occidentalis
Espèce
Argyrogrammana occidentalis est un insecte lépidoptère appartenant à la famille  des Riodinidae et au genre Argyrogrammana.

## Dénomination
Argyrogrammana occidentalis a été décrit par Frederick DuCane Godman et Osbert Salvin en 1886 sous le nom de Charis occidentalis.
Synonyme : Lemonias juanita Staudinger, [1887].

## Description
Argyrogrammana occidentalis est un papillon de couleur jaune orangé taché de noir, discrètement dans la partie basale, très largement dans la partie distale.
Le revers est de couleur variable, de beige à petits damiers marron à orange vif.

## Écologie et distribution
Argyrogrammana occidentalis est présent en Guyane, dans l'Ouest de la Colombie et à Trinité-et-Tobago.

### Biotope
Il réside dans la forêt tropicale.